# Galería de arte de Bremen
La Galería de arte de Bremen (en alemán: Kunsthalle Bremen) es un importante museo de arte de Alemania célebre tanto por su colección como por las exposiciones temporales de gran calidad que organiza. Está situado en Ostertor junto a la muralla y foso de la ciudad, en la calle Am Waller Freihafen, en el extremo oriental del casco antiguo de Bremen y a escasos metros del edificio del Teatro de la plaza Goethe.

## Historia
En 1823 un grupo de 34 comerciantes aficionados al arte y bajo el liderazgo del senador Hieronymus Klugkist fundaron una sociedad con el propósito de "instruir y difundir el sentido de la belleza". La sociedad adquirió seguido de su fundación dibujos y grabados de un importante coleccionista de Bremen para evitar que la ciudad perdiera dichas obras de arte. El número de miembros estaba inicialmente limitado a 50, posteriormente 75, y se realizaban exposiciones públicas, cuyas ventas permitían financiar adquisiciones de obras de arte.
En 1843 se eliminó la limitación del número de socios alcanzándose en tan solo tres años la cifra de 575. A partir de ese mismo año, se organizaron de forma continuada exposiciones con la colaboración de las sociedades de arte de Hannover, Lübeck, Greifswald y Rostock. Con el tiempo convertida en estrategia, la Sociedad de Arte de Bremen mantuvo intensas relaciones con las sociedades de arte o los amigos de los museos de Hamburgo, Hanover, Stuttgar y otras ciudades de Alemania permitiéndole organizar exposiciones temporales de gran calidad sin los elevados costes de adquirir y conservar una gran colección propia.
El 1 de julio de 1847, conseguido un notable incremento del número de socios, se colocó la primera piedra del edificio, diseño de Lüder Rutenberg, en terrenos propiedad de la ciudad. Finalizado el 1 de mayo de 1849, fue el primer museo de propiedad particular erigido en Alemania, al igual que la colección fue la primera en manos de la clase media.
En 1898, se convocó un concurso para realizar la ampliación que el museo necesitaba con urgencia resultando vencedor el proyecto del arquitecto Albert Dunkel para el edificio y de Eduard Gildemeister para la fachada monumental cuyo ornamento incluía obras de notables escultores como Georg Roemer y Georg Wrba. Los cimientos comenzaron a ejecutarse en 1899 y el 15 de febrero de 1902 tuvo lugar la solemne reinauguración. La fachada, tal como se conserva en la actualidad se finalizó en 1904. La ampliación, al igual que el edificio original se financió con contribuciones de los socios siendo las mayores aportaciones la del presidente de la sociedad Kaufmann Carl Schütte y los socios Joseph Hachez y Hermann Melchers.
En 1903 el Consejo de Dirección del Museo había solicitado a la ciudad de Bremen un subsidio anual para el sostenimiento del museo en interés, no solo de los miembros de la sociedad si no de la población de la ciudad. La solicitud fue atendida en 1904 asignándose un subsidio de 10 000 marcos anuales que se triplicó al año siguiente y alcanzó los 50000 marcos anuales en 1912. La condición impuesta por la ciudad fue abrir el museo al público de forma permanente convirtiendo la Galería de Arte en un museo público gestionado por una sociedad privada con ayuda financiera de la ciudad.
Tras la Primera Guerra Mundial la situación económica de la sociedad era preocupante por lo que en 1919 se solicitó un incremento del subsidio público, solicitud que se reiteró en 1920 y que tuvo por contestación la propuesta ciudadana de nacionalizar la Galería de Arte. A instancia de Emil Waldmann se mantuvo el estatus previo suscribiéndose en 1921 un acuerdo en el que la ciudad se comprometía a revisar anualmente el subsidio en función de los costes de personal y administrativos del Museo a cambio de que la Sociedad de Arte mantuviera y preservara las obras de arte propiedad de la ciudad. En dicho acuerdo se establecía además que la ciudad designaría a cinco de los veinte miembros del Consejo de Dirección. El acuerdo se complementó en 1931 y 1940 garantizando en particular el usufructo indefinido de las obras de arte propiedad de la ciudad que forman desde entonces parte inalienable de la colección del museo. El modelo de gestión privada sancionado por el acuerdo de 1921 sobrevivió, no sin ciertos avatares, al nacismo y se mantiene hoy día.
Durante la Segunda Guerra Mundial la mayoría de las obras se trasladaron al sótano del edificio donde se había construido un búnker, con excepción de las de gran formato como el Washington cruzando el Delaware de Emanuel Leutze que en 1942 fue destruido junto con la escalera y seis salas del edificio. Tras este suceso las obras se trasladaron en primera instancia a dos bancos de la ciudad y con posterioridad fuera de la ciudad con diferentes destinos. En el castillo Karnzow que alojó 50 pinturas, 1715 dibujos y cerca de 3000 grabados se acuartelaron las tropas soviéticas en mayo de 1945 quedando las obras de arte al alcance de los soldados y de los vecinos alemanes y desapareciendo muchas de ellas.
En 1961 se llevó a cabo la restauración del edificio reparando los daños sufridos durante la Segunda Guerra Mundial y adecuando el estilo de la entrada principal y las escaleras de acceso a los gustos de la época. En 1982 se produjo una nueva ampliación según proyecto de Werner Düttmann que sustituyó la piedra arenisca de la fachada inicialmente planeada por ladrillo de color rojo.
Entre 1990 y 1992 se llevó a cabo el primer proyecto de renovación del museo, la rehabilitación de los talleres, depósito y de la galería de grabados. Con donaciones privadas se consiguieron 3 millones de marcos, aproximadamente la mitad de lo necesario financiando el resto la ciudad de Bremen y la Fundación por una Ciudad Confortable (Stiftung Wohnliche Stadt).
Entre 1996 y 1998 siendo Georg Abegg presidente de la sociedad y Wulf Herzogenrath director del museo se retomó la renovación con carácter urgente dado el mal estado de las salas de exposición y que era imposible alcanzar las condiciones de iluminación y climáticas consideradas adecuadas internacionalmente tanto para al exposición como para la conservación de las obras.
En 1995, se creó en el seno de la sociedad el curatorio para el "Rescate del Museo" bajo el liderazgo del empresario y político Dieter Harald Berghöfer que recibió en un año 7 millones de marcos en donaciones, un tercio de los costes calculados para la restauración. Finalmente los costes se elevaron por encima de los 25 millones de marcos por imprevistos surgidos durante las obras, cantidad que fue igualmente sufragada mediante donaciones.

## Directores
El cargo de Director de la Colección se creó en 1887 cuando se pusieron en marcha los planes para la ampliación del museo que se materializaron en 1902 ya que era necesario un líder experto no ya para organizar las exposiciones si no además para presentar y representar al museo.

### Gustav Pauli (1899-1914)
Gustav Pauli (1866-1938) era hijo del alcalde de Bremen Alfred Pauli y trabajó, tras obtener el doctorado, en el Gabinete de Grabados de Dresde. Después de un largo período trabajando en el Museo de Bremen se convirtió en 1899 en su primer director.
Pauli especializó el museo en arte moderno concentrando sus adquisiciones en los estilos artísticos más novedosos de la época ya que las obras de los maestros antiguos no estaban al alcance de las posibilidades económicas de la sociedad. Tras recomendar al grupo de pintores de Worpswede se adquirieron obras de Paula Modersohn-Becker, infravalorada en aquel tiempo, organizándose la primera exposición monográfica de esta autora en 1908.
Al mismo tiempo se adquirieron obras de impresionistas franceses y alemanes, fondos que configuran hoy el centro de la colección del museo, entre los que puede citarse a Courbet, Corinth, Liebermann, Manet, Monet, Pissarro, Renoir, Slevogt y van Gogh, de este último por ejemplo se adquirió Campo con amapolas en 1911. Igualmente durante el mandato de Pauli realizaron aportaciones económicas y donaron obras pintores como Barlach, Degas, Klinger, Liebermann, Adolph Menzel, Pissarro, Renoir y Toulouse-Lautrec. 
Además de incrementar notablemente los fondos de la colección, Pauli los estudio y organizó siguiendo metodologías científicas así como rediseñó la exposición de las obras. En 1914 fue nombrado director de la Galería de Arte de Hamburgo abandonando Bremen.

### Emil Waldmann (1914-1945)
Emil Waldmann tras finalizar los estudios viajó en 1913 y 1914 por Grecia, Italia y Francia en calidad de director de la Colección de Grabados de Dresde sucediendo en 1914 a Pauli en la dirección del museo después de haberle asistido durante 1906 y 1907 en la ampliación de la colección. Waldmann, quien no compartía la predilección de Pauli por los impresionistas alemanes, fue capaz de complementar los fondos existentes a pesar de las dificultades económicas derivadas de la Primera Guerra Mundial. Su prioriodad fueron los maestros del siglo XIX aunque igualmente adquirió obras de arte moderno. Entre las adquisiciones realizadas durante su mandato se cuentan obras de Cézanne, Corinth, Caspar David Friedrich, Heckel, Kokoschka, Kolbe, Lehmbruck, Wilhelm Leibl, Liebermann, Marées, Menzel, Munch, Pechstein, Max Slevogt und Trübner, así como donaciones de Courbet, Largillière y el patrimonio de Friedrich Lahmann incluyendo pinturas de Blechen, Carus, Dahl, Gille y Sisley
En 1934 el senado de la ciudad forzó la dimisión de Hermann Apelt quien por largo tiempo había sido Presidente de la Sociedad de Arte, sustituyéndolo por Schulrat Castens para la sincronización de la Sociedad de Arte. Entre las medidas que adoptó, naderías realmente, instaló la Enseña de Guerra nazi en el tejado, ordenó colocar una cortina con la leyenda "extranjero y moderno" ocultando acceso a la exposición del expresionismo alemán y reservó cuatro salas para la pintura alemana en un intento de promover el "arte autóctono". El acoso del nazismo afectó también el director del Museo, Waldmann, que fue acusado de tener un "actitud antialemana" por su preferencia del arte francés en detrimento del arte de Bremen y el noroeste alemán aunque pudo defenderse acreditando la escasa importancia de las adquisiciones de arte francés en el global de las que había llevado a cabo.

### Günter Busch (1945-1984)
Tras la muerte de Waldmann por causas naturales en marzo de 1945, quien entonces ocupaba el cargo de curador del museo, Günter Busch, contratado a principios de ese mismo año, fue nombrado director del museo. Dado que ya había trabajado en el museo durante sus estudios de Bellas Artes, finalizados en 1944, conocía la colección y al personal del museo por lo que estuvo en condiciones de continuar el trabajo de sus predecesores. Sin embargo, desde el 1 de octubre de 1946 hasta el 1 de abril de 1950 solo pudo ocupar el cargo interinamente al ser nombrado director oficialmente y de acuerdo con las fuerzas de ocupación estadounidenses Rudolf Alexander Schröder quien al final de su mandato fue nombrado presidente de honor de la Sociedad de Arte de Bremen.
El centro de su política de compras fue la colección de arte francés y alemán del siglo XIX que había establecido Pauli ya que tras la guerra hubo de enfrentarse a la difícil tarea de rellenar los vacíos causados durante la época nazi. Con los limitados medios de la Sociedad de Arte solo fue posible, sin embargo, compensar solo en parte las pérdidas de antiguas obras expresionistas desaparecidas bajo la política nazi del arte degenerado o sustraídas por las tropas rusas tras finalizar la guerra. Entre otras, se adquirieron obras de Picasso, Max Beckmanns, 13 pinturas de Paula Modersohn-Becker y obras de Eugène Delacroix que constituyen la mayor colección del artista fuera de Francia.
Durante el mandato de Busch continuaron las generosas donaciones que venía recibiendo el museo desde su fundación, donaciones que alcanzaron su punto álgido con motivo de la celebración del sesquicentenario de la Sociedad de Arte en 1973.

### Siegfried Salzmann (1985 - 1993)
Director del Museo Lehmbruck de Duisburgo desde 1971, accedió a la dirección de la Galería de Dresde en 1985. Durante su mandato tuvo que hacer frente a la deuda generada por la construcción del edificio anexo y la renovación del edificio enajenando algunas obras de arte aunque con ayuda de la ciudad de Bremen y de la Caja de Ahorros de Bremen la deuda pudo saldarse por completo en 1993.
Durante su mandato se dedicó principalmente, dada la práctica imposibilidad de realizar adquisiciones directamente, a atraer patrocinadores con cuya ayuda pudo realizar algunas compras de importancia. Igualmente dedicó gran parte de su tiempo a intensificar las relaciones del Museo con el público y las instituciones de arte de la región.
Salzmann realizó las primeras gestiones por repatriar las obras sustraídas en la posguerra del castillo de Karnzow y encontradas por Viktor Baldin en el Museo de Arquitectura de Moscú.
Tras sufrir una grave dolencia en 1992, se retiró definitivamente en 1993.

### Wulf Herzogenrath (1993-)
Proveniente de la Galería Nacional de Berlín, Wulf Herzogenrath accedió a la dirección de la Galería de Arte de Bremen en septiembre de 1994. Entre sus adquisiciones pueden citarse la obra Video-Synthesizer de Nam June Paik y la instalación Essay de John Cage. Bajo su mandato han proseguido los intentos por recuperar la colección Baldin sin éxito, ya que aunque en febrero de 2003 se logró del Ministro de Cultura Ruso el compromiso de devolver las obras, la Duma denegó la devolución.